# Martin Zlomislić
Martin Zlomislić (Posušje, 16 de agosto de 1998) es un futbolista bosnio que juega en la demarcación de portero para el HNK Rijeka de la Primera Liga de Croacia.

## Selección nacional
Tras jugar en las categorías inferiores de la selección, finalmente hizo su debut con la selección de fútbol de Bosnia y Herzegovina en un partido de la Liga de Naciones de la UEFA 2024-25 contra Países Bajos que finalizó con un resultado de empate a uno tras el gol de Brian Brobbey para Países Bajos, y de Ermedin Demirović para el combinado bosnio.

## Clubes
| Club             | País                 | Año       | Partidos | Goles |
| ---------------- | -------------------- | --------- | -------- | ----- |
| NK Široki Brijeg | Bosnia y Herzegovina | 2017-2021 | 43       | 0     |
| HNK Rijeka       | Croacia              | 2021-     | 64       | 0     |

## Palmarés

### Títulos nacionales
| Título                  | Club            | País    | Año  |
| ----------------------- | --------------- | ------- | ---- |
| Primera Liga de Croacia | H. N. K. Rijeka | Croacia | 2025 |
| Copa de Croacia         | H. N. K. Rijeka | Croacia | 2025 |